# Suidakra
SuidAkrA é uma banda de Celtic Metal da Alemanha fundada em 1994 por Arkadius Antonik. O SuidAkrA possui um gênero musical próprio mas afunilando seria algo como Death/Black Melódico com influências celtas, folks e medievais.

## Biografia
O SuidAkrA é uma banda com um trabalho pioneiro na cena do metal. Mesmo antes do termo “Pagan” se tornar conhecido nos círculos musicais, o SuidAkrA já havia tocado e desenvolvido um som próprio com uma mistura única de Death/Black Metal Melódico com influências de Heavy Metal Tradicional e elementos celtas e folks, se tornando uma grande fonte de inspiração para dezenas de bandas jovens que estavam iniciando.
O SuidAkrA sempre se manteve firme e determinado, desde a sua fundação em 1994 até os dias de hoje. E nos últimos tempos tem tido a oportunidade de perceber o quão forte e importante é a sua legião de fãs pelo planeta. Após o lançamento do seu penúltimo álbum “Book Of Dowth” o SuidAkrA realizou turnês e fez shows pela Europa, Estados Unidos, Índia, República Popular da China e Brasil, tendo assim a oportunidade de tocar em diversas partes do mundo e sentir o calor do público dessas diversas partes.
Arkadius sempre foi o frontman da banda, desde a fundação até hoje. A banda foi formada em 1994 por ele e pelo baterista Stefan Möller com o nome de Gloryfication. A banda gravou duas demos com diferentes formações até que finalmente Daniela Voigt (teclados e vocais femininos), Marcel Shoenen (guitarra e vocais limpos) e Christoph Zacharowski (baixo) se juntaram a banda solidificando o line-up, nesse mesmo momento a banda passou a se chamar Suidakra (‘Arkadius' soletrado ao contrário).
Em 1997, a banda lançou seu primeiro álbum, “Lupine Essence”. O álbum foi lançado sem gravadora, custeado pela própria banda e por isso teve um número reduzido de cópias. O álbum atraiu a atenção da gravadora alemã Last Episode. Um contrato foi assinado, e a banda começou a gravar seu segundo álbum “Auld Lang Syne”, em 1998. Logo após o lançamento de Auld Lang Syne o baixista Nils Bross substituiu Christoph Zacharowski.
“Lays From Afar” e “The Arcanum” foram lançados em 1999 e 2000, respectivamente. Neste momento, a banda havia desenvolvido um som com influências de Melodic Death Metal que lembrava muitas bandas da área de Gotemburgo. O SuidAkrA contou com a presença do baixista F.T. para gravações do The Arcanum e turnê de divulgação, F.T. deixou a banda após esse período. Outras mudanças na formação ocorreram após o lançamento do The Arcanum, como Daniela Voigt e Stefan Möller que deixaram a banda e Marcel Shoenen que deu uma pausa na sua função de guitarrista para se concentrar na escrita das letras.
Em 2001, O SuidAkrA assinou um contrato com a Century Media Records. O baterista Lars Wehner e o guitarrista Germano Sanna se juntou a Arkadius e Bross para gravar o álbum seguinte ao The Arcanum, intitulado “Emprise To Avalon”, lançado em 2002. Emprise To Avalon é considerado por muitos como um dos melhores álbuns do SuidAkrA em toda sua carreira, é um álbum conceitual mesclado com músicas instrumentais e acústicas e aborda em sua temática os contos arturianos, contendo diálogos entre o Rei Artur e seus cavaleiros, bem como a presença de outras importantes figuras da mitologia como o mago Merlin.

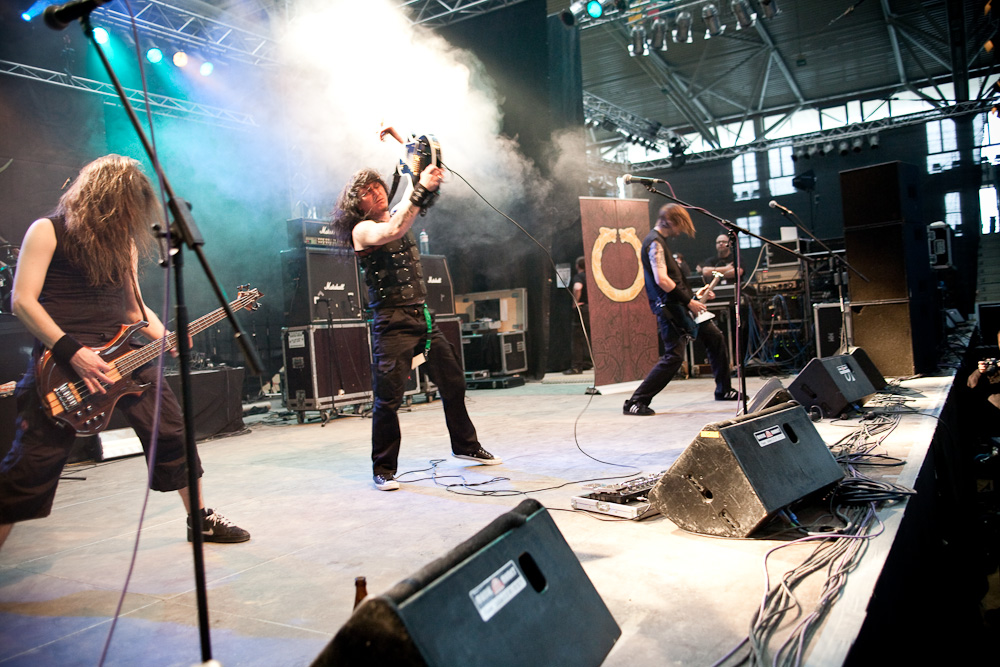
Suidakra no Ragnarök Festival, em 2010.

Esse line-up do SuidAkrA não durou muito tempo, pois Bross deixou a banda logo após o final das gravações, sendo substiuído pelo baixista Marcus Riewaldt, e um ano depois Marcel Schoenen retornou para substituir Germano Sanna.
O novo line-up significou uma mudança nas responsabilidades criativas da banda. Para o sexto álbum de estúdio, “Signs For The Fallen” lançado em 2003 pela Century Media Records, todos os membros participaram da escrita do material. O Line-up se manteve o mesmo para o álbum seguinte, a banda entrou em desacordo com a gravadora ao qual tinha vínculo até então e eles passaram a financiar o próximo álbum por conta própria, assinando mais tarde um novo contrato de gravação com a Armageddon Music. “Command To Charge” foi lançado em 2005 e foi tido por muitos como um álbum mais experimental por fugir um pouco da linha dos álbuns anteriores. Nesse álbum o SuidAkrA contou com a presença de Matthias Kupka substituindo Marcel como guitarrista e nos vocais limpos, Marcel encontrava dificuldade para conciliar a banda com o seu trabalho.
O oitavo álbum de estúdio, intitulado “Caledonia” foi lançado em 17 de novembro de 2006. O álbum com temática escocesa inclui o uso bastante proeminente de gaita escocesa, tocada por Axel Römer, que também apareceu em algumas das maiores performances ao vivo.
De 5 a 12 de agosto de 2007, algumas músicas antigas foram regravadas para um Disco The Best do Box intitulado “13 Years Of Celtic Wartunes”, que comemora os [3 anos da banda. Outras músicas foram remasterizadas. Este Box foi lançado em 25 de abril de 2008, contendo o The Best juntamente com um DVD do show ao vivo no Wacken Open Air 2007 e um show acústico no Festival Kielowatt em 2006.
Pouco depois de um show no Ultima Ratio em 3 de novembro de 2007, a banda anunciou que Marcel Schoenen estava deixando a banda pela segunda vez para se concentrar em seu trabalho. Consequentemente um novo guitarrista para apresentações ao vivo foi recrutado, e o escolhido foi Tim Siebrecht, ex-membro da banda Sleeping Gods.
A banda voltou ao Gernhart recording studios em novembro de 2008 para gravar o “Crógacht” seu nono álbum de estúdio. Kris Verwimp (Bélgica) grande mestre e um dos maiores designers do mundo do metal, dono das artworks de todos os ábuns do SuidAkrA desde o terceiro álbum Lays From Afar até a atualidade (exceto Signs For The Fallen e Command To Charge) foi quem ficou responsável pelas letras e conceito lírico do Crógacht. O álbum contou com as maiores influências celtas, tendo o seu nome vindo da palavra gaélica ‘por bravura’, baseia-se na íntegra na lenda irlandesa Aided Óenfhir Aífe, que conta a história da jornada do herói Cuchulainn para a hébrida ilha de Skye, onde ele procura aprender as artes da guerra de Scythian, mulher guerreira Scáthach, e também aborda o trágico fim do seu filho Conlaoch. O disco foi lançado em 20 de fevereiro de 2009, na Alemanha, 23 de fevereiro, no resto da Europa, e 3 de março nos EUA. O SuidAkrA realizou turnês pelos Estados Unidos e Europa ao longo de 2009 para divulgação do Crógacht.
Em maio de 2009 o SuidAkrA anunciou uma turnê chinesa, e informou aos fãs que o guitarrista recrutado para a turnê, Sebastian Hintz, foi promovido a membro fixo da banda, contudo mesmo com a promoção Hintz não demoraria muito na banda. Outro Sebastian, dessa vez o Levermann se juntaria a banda também nesse período e mais adiante gravaria duas faixas do décimo álbum da banda, ele passou a alternar como guitarrista live com Marius "Jussi" Pesch que também deu contribuições para banda em apresentações ao vivo.
Em 6 de outubro de 2010, o SuidAkrA anunciou que, depois de uma pequena turnê e algumas aparições em festivais, eles iriam entrar em estúdio para começar a gravar o que seria o seu décimo álbum de estúdio, “Book of Dowth”. Em 25 de março de 2011 o Book of Dowth foi lançado, tendo pela segunda vez Kris Verwimp como responsável pelas letras e conceito lírico do disco, além da artwork. Inspirado pelo lado mais sombrio do folclore celta, o conceito de "Book Of Dowth" narra a mitologia de uma misteriosa raça de seres demoníacos conhecido como o "Fomor". Começando com a descoberta de um livro antigo na escavação de Dowth (um túmulo de passagem Neolítica no Vale do Boyne, na Irlanda), ele revela a história ainda não contada da ascensão e queda da horda Fomorian ao longo da história e vai muito além.

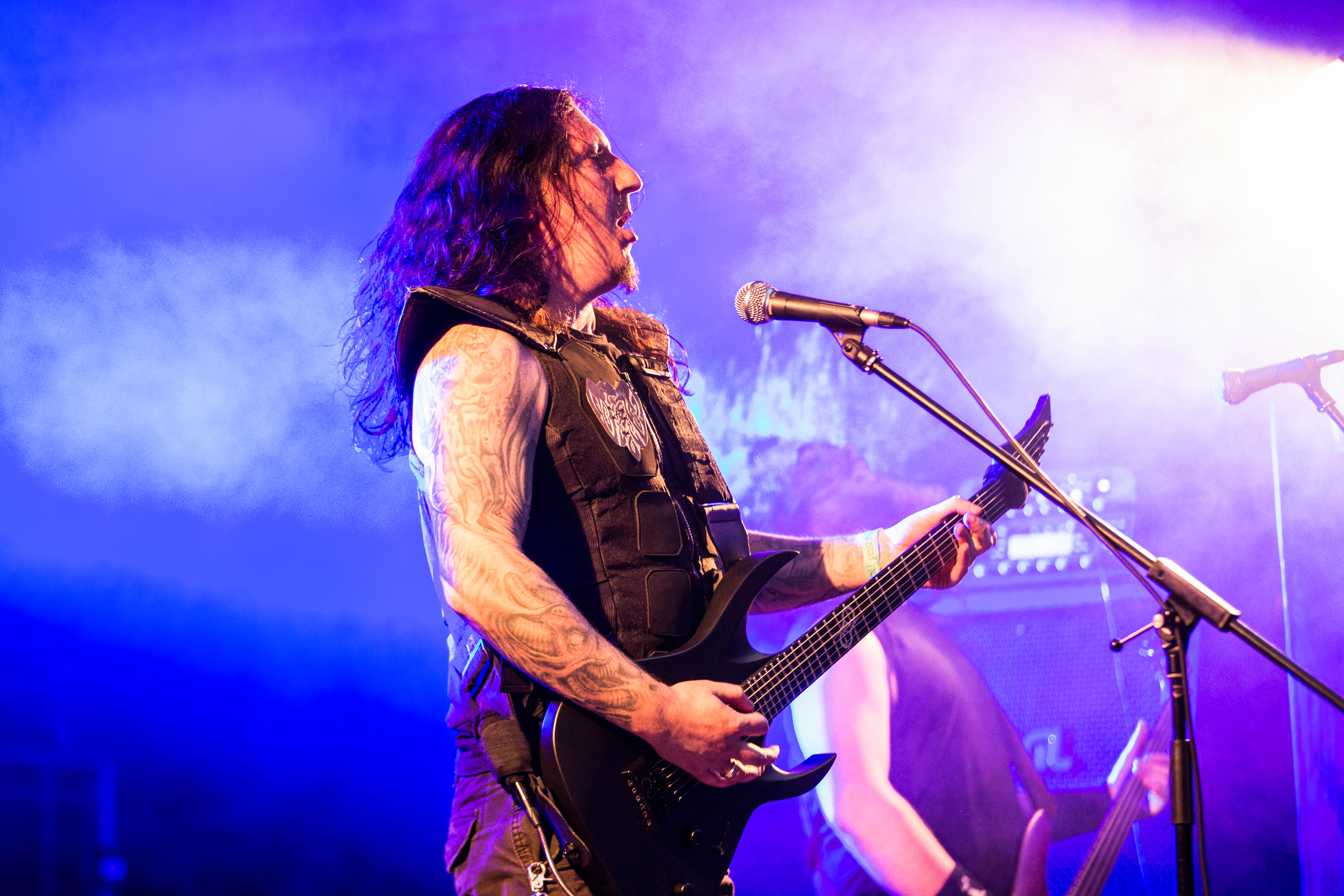
Suidakra Dark Troll, 2017

Após um grandioso show no Brasil em 2012, ainda divulgando o Book Of Dowth, em que a banda tocou músicas antigas e outras nunca tocadas, o baixista Marcus anunciou que após dez anos dedicados à banda estava deixando o SuidAkrA para se dedicar a outros projetos de vida. Contudo, Marcus ainda permanece em convívio com a banda. Para substituí-lo e se tornar um membro efetivo do SuidAkrA, Arkadius recrutou Tim Siebrecht que já era membro da banda para apresentações ao vivo, tendo o line-up 2013 para lançamento do décimo primeiro álbum fechado com: Arkadius, Lars, Jussi e Tim (além de Tina, Axel e Sebastian como membros de estúdio).
Para o décimo primeiro álbum de estúdio intitulado “Eternal Defiance” lançado dia 24 de maio de 2013, o SuidAkrA mais uma vez trabalhou com a equipe do Gernhart Studios e também continuou trabalhando com Tina Stabel (vocais femininos) e Kris Verwimp (conceito da história, artwork e ilustrações), mas ambos estiveram mais envolvidos do que nunca, assim como Axel Römer que toca a gaita de escocesa, Tina contribuiu para a composição, enquanto Kris Verwimp ficou a cargo do conceito lírico do "Eternal Defiance", com base na história e mitologia da história galesa "The Dream of Macsen Wledig" . Ainda foi desenvolvido por Kris uma história em quadrinhos para dar um suporte à do disco. A temática do álbum aborda a história de Maximus (Magno Máximo). As letras abordam ainda uma grande história de amizade verdadeira, lealdade, respeito e honra entre Maximus e seus seguidores.
A história em si, o conceito era o modelo perfeito para Arkadius, compositor e frontman do SuidAkrA há muitos anos. Arkadius sempre teve interesse em filmes épicos e trilhas sonoras e passou a incrementar isso na banda, enriquecendo o som do SuidAkrA com sons orquestrais que estão presentes no álbum Eternal Defiance. Quem pensa que o peso normal do SuidAkrA iria desaparecer sob a presença dessa orquestração, certamente se enganou: Eternal Defiance é a mistura perfeita de melodias inesquecíveis, momentos épicos, som pesado e emoção do início ao fim.

## Membros
| - Arkadius Antonik - Guitarra, Vocal, Banjo e arranjos orquestrais - Ken Jensen - Bateria (2019–presente), Baixo (2018-2019) - Tim Siebrecht - Baixo (2012–2016, 2019–presente), Guitarra (ao vivo), Vocal Limpo (2008–2009) - Sebastian Hintz - Guitarra, Vocal Limpo (2009–2010, 2018–presente) - Axel Römer - Gaita de fole - Tina Stabel - Vocais femininos - Sebastian Hintz - Guitarra e vocais limpos | - Christoph Zacharowski - baixo (1994–1998) - Nils Bross - baixo (1998–1999, 2001) - Stefan Möller – bateria e vocais (1994–2000) - Daniela Voigt - teclados e vocais femininos (1994–2000) - F.T. - baixo (1999–2001) - Germano Sanna - guitarra (2001-2003) - Matthias Kupka - guitarra e vocais limpos (2004-2005) - Marcel Schoenen - guitarra e vocais limpos (1994–2003, 2006–2007) - Sebastian Levermann - guitarra e vocais limpos (2009–2010) - Marcus Riewaldt - baixo (2002–2012) - Tim Siebrecht - baixo e vocais limpos (2012-2016) |

## Discografia
| - Lupine Essence - CD 1997 (Lançado pela própria banda) - Auld Lang Syne - CD 1998 (Last Episode) - Lays From Afar - CD 1999 (Last Episode) - The Arcanum - CD 2000 (Last Episode) - Emprise To Avalon - CD 2002 (Century Media) - Signs For The Fallen - CD 2003 (Century Media) - Command To Charge - Digipack CD 2005 (Armageddon Music) - Caledonia - CD 2006 (Armageddon Music) - Crógacht - Digipack CD 2009 (Wacken Records) - Book Of Dowth - Digipack CD 2011 (AFM Records) - Eternal Defiance - Digipack CD 2013 (AFM Records) - Realms Of Odoric - Digipack CD 2016 (AFM Records) - Cimbric Yarns - Digipack CD 2018 (AFM Records) - Echoes Of Yore - Digipack CD 2019 (MDD Records) | - The Eternal Chronicles - EP 2013 (Legacy e AFM Records) - The Arcanum (Relançamento) - CD 2011 (AFM Records - Emprise To Avalon (Relançamento) - CD 2014 (AFM Records) - Dawn - Demo 1995 (Lançado pela própria banda) - 13 Years of Celtic Wartunes - DVD / CD 2008 (Wacken Records) |